# Boris Ephrussi
Pour les articles homonymes, voir Ephrussi.
Boris Ephrussi, né le 9 mai 1901 à Moscou (Empire russe) et mort le 2 mai 1979 à Gif-sur-Yvette, est un généticien français d'origine russe né dans une famille juive. 
Il a participé à la création par le CNRS du Centre de génétique moléculaire de Gif-sur-Yvette. Médaille d'or du CNRS en 1968, et membre de l'Académie de sciences en 1979, il est considéré comme le père de la génétique en France.

## Carrière
Boris Ephrussi émigre en France en 1920 et y initie ses recherches, à l'Institut de biologie physico-chimique (IBPC) ; il travaille à Caltech en 1934-1935 avec George Wells Beadle dans le laboratoire de T.H. Morgan, puis revient en France. Après avoir été engagé dans l'armée en 39-40, il retourne aux États-Unis auprès de Jean Lane Herold à l'Université Johns-Hopkins en 1941 pour échapper aux persécutions anti-juives pendant la Seconde Guerre mondiale. En 1944, il rejoint les services scientifiques de la France libre à Londres et revient en France en 1945. En 1946, il est nommé professeur sur la première chaire d'Université en Génétique et dirige un laboratoire à l'Institut de biologie physico-chimique (IBPC), puis il participe à la création par le CNRS du Centre de Génétique Moléculaire à Gif-sur-Yvette. Il y accueillera entre autres Piotr Slonimski. De 1962 à 1967, il retourne aux États-Unis comme professeur à la Case Western Reserve University de Cleveland.

## Apport scientifique
Boris Ephrussi est un pionnier de l'embryologie et de la génétique moléculaire. Ses premiers travaux, dans les années 1920 sous la direction du Professeur Fauré-Fremiet, sont consacrés à l'effet de la température sur le développement de l'oursin juste après la fécondation. À partir de 1930, il travaille sur la mise en culture de cellules humaines.
En 1934, il part au Caltech dans le laboratoire de T.H. Morgan, fondateur de la génétique de la mouche Drosophile avec le soutien de la Fondation Rockefeller. Il y rencontre G.W. Beadle qui le rejoint en 1935 à l'Institut de biologie physico-chimique à Paris pour six mois pendant lesquels ils mettent au point une méthode de transplantation de cellules pour étudier le développement embryonnaire chez la mouche. Cette méthode est basée sur la présence d'un pigment rouge dans les cellules de l'œil. Ils disposaient de mouches mutées dans des gènes particuliers ayant perdu la coloration rouge, la transplantation de cellules d'une mouche aux yeux blancs dans une mouche aux yeux rouges (et réciproquement) permettait de suivre l'évolution de la descendance des cellules transplantées. Ils devaient trouver que plusieurs gènes étaient responsables de la synthèse du pigment. Cette expérience démontrait pour la première fois la relation génotype-phénotype. Avec Tatum, Beadle devait ensuite généraliser le lien génotype-phénotype chez l'Ascomycète Neurospora crassa. Beadle et Tatum reçurent le prix Nobel de médecine en 1958 pour ces travaux. Pendant la guerre, Boris Ephrussi met au point une méthode de dosage du pigment rouge de l'œil de mouche avec Jean Lane Herold de l'Université Johns-Hopkins.
De retour en France, Boris Ephrussi décide de poursuivre l'étude de la relation entre phénotype et génotype en utilisant la levure, un organisme eucaryote au développement rapide et un agent mutagène chimique, l'acriflavine. Ainsi, il découvre le premier exemple d'hérédité génétique non mendélienne et cytoplasmique  : la mutation petite colonie. Piotr Slonimski, qui fut son étudiant, devait montrer plus tard qu'il s'agissait d'une altération d'un génome présent dans les mitochondries.
Dans les années 1960, il cherche à travailler sur un modèle de cellules de mammifères. C'est ainsi qu'il contribue au développement des hybrides entre cellules de différentes espèces. En particulier, il montre la perte des caractéristiques de différenciation de cellules hybridées avec des fibroblastes, et la perte de la capacité de différenciation des cellules de carcinome embryonnaire.

## Principales publications

### sur le développement de la drosophile
- "A technique of transplantation for Drosophila" (1936) "Ephrussi B; Beadle GW" American Naturalist, 70 pp. 218–225.
- "The differentiation of eye pigments in Drosophila as studied by transplantation" (1936) "Beadle GW; Ephrussi B" Genetics ,21, pp. 225–247.
- "Studies of eye pigments of Drosophila. I. Methods of extraction and quantitative estimation of the pigment components" (1944) Ephrussi B; Herold JL" (1944) Genetics, 29, pp. 148–175.

### sur la génétique des levures
- "Action de l'acriflavine sur les levures .1. la mutation petite colonie" (1949) "Ephrussi B; Hottinguer H; Chimenes AM", Annales de l'institut Pasteur, 76, pp. 351–367.
- "La synthese adaptative des cytochromes chez la levure de boulangerie" (1950) "Ephrussi B; Slonimski PP", Biochimica et Biophyscia Acta, 6  pp. 256–267.
- "Variations physiologiques et cytologiques de la levure au cours du cycle de la croissance aérobie" (1956) "Ephrussi B; Slonimski PP; Yotsuyanagi Y; et al.", Comptes rendus des travaux du laboratoire Carlsberg - série physiologique, 26, pp. 87–102.
- "Action de l'acriflavine sur les levures .2. étude génétique du mutant petite colonie" (1949) "Ephrussi B; Hottinguer H; Tavlitzki J", Annales de l'institut Pasteur, 76, pp. 419–442.
- "On an unstable cell state in yeast" (1951) "Ephrussi B; Hottinguer H", Cold Spring Harbor Symposia on Quantitative Biology, 16, pp. 75–85.
- "Suppressiveness - A new factor in the genetic determinism of the synthesis of respiratory enzymes in yeast" (1955) "Ephrussi B; Demargerie-Hottinguer H; Roman H" (1955), Proceedings of the National Academy of Sciences of the United States of America, 41, pp. 1065–1071.
- "Action de l’acriflavine sur les levures .5. le systeme des cytochromes des mutants petite colonie" (1949) "Slonimski PP; Ephrussi B", Annales de l'institut Pasteur, 77, pp. 47–63.
- "Courbes de survie de levures haploides et diploides soumises aux rayons-x" (1949) "Latarjet R; Ephrussi B", Comptes rendus hebdomadaires des séances de l'Académie des sciences, 229, pp. 306–308.

### sur la génétique de cellules de mammifères en culture
- "Alkaline-phosphatase activity in mouse teratoma (1973) "Bernstin.EG; et al. Ephrussi B" PROCEEDINGS OF THE NATIONAL ACADEMY OF SCIENCES OF THE UNITED STATES OF AMERICA  70, pp. 3899–3903.
- "Developmental potentialities of clonal in-vitro cultures of mouse testicular teratoma" (1970) "Kahan BW; Ephrussi B" JOURNAL OF THE NATIONAL CANCER INSTITUTE, 44, pp. 1015.
- "Retention of multiple developmental potentialities by cells of a mouse testicular teratocarcinoma during prolonged culture in vitro and their extinction upon hybridization with cells of permanent lines" (1967) Finch BW; Ephrussi B "PROCEEDINGS OF THE NATIONAL ACADEMY OF SCIENCES OF THE UNITED STATES OF AMERICA", 57, pp. 615-
- "A selective system for isolation of hybrids between l cells and normal cells" (1965) "Davidson RL; Ephrussi B" NATURE, 205, pp. 1170-&
- "Studies of interspecific (rat + mouse) somatic hybrids .i. isolation growth and evolution of karyotype" (1966) "Weiss MC; Ephrussi B" GENETICS, 54, pp. 1095-&.
- "Hybridization of normal and neoplastic cells in vitro" (1965) "Scaletta LJ; Ephrussi B" NATURE, 205, pp. 1169-&.
- "Interspecific hybridization of somatic cells" (1965) "Ephrussi B; Weiss MC" PROCEEDINGS OF THE NATIONAL ACADEMY OF SCIENCES OF THE UNITED STATES OF AMERICA, 53, pp. 1040-&.
- "Karyological demonstration of hybridization of mammalian cells in vitro" (1961) "Sorieul S; Ephrussi B" NATURE, 190, pp. 653-&.
- "Infection of chick iris epithelium with the Rous sarcoma virus in vitro" (1960) "Ephrussi B; Temin HM" VIROLOGY, 11, pp. 547–552.

## Distinctions
- 1980 : médaille d'or de la fondation Emil-Christian-Hansen (Copenhague).
- 1978 : membre de l'Académie des sciences.
- 1976 : prix Paul-Ehrlich (avec Georges Barski (de)).
- 1974 : prix Louisa-Gross-Horwitz (Université Columbia).
- 1968 : médaille d'or du CNRS[2].
- 1955 :  Officier de l'Instruction publique en qualité de « professeur à la faculté des sciences de Paris »[3].

## Informations biographiques
- "Boris Ephrussi" par Herschel Roman in Annual Review of Genetics (1980) Vol. 14: 447-450 DOI: 10.1146/annurev.ge.14.120180.002311
- "Piotr Slonimski et la génétique de la levure" (entretiens avec E. Kulakowska et J.-F. Picard, 1999-2001)
- "The French School of Genetics: From Physiological and Population Genetics to Regulatory Molecular Genetics" par Richard M Burian et Jean Gayon in Annual Review of Genetics (1999) Vol. 33 : 313-349
- "Génétique et Recherche Médicale en France : le cas de Boris Ephrussi" par Richard M Burian et Jean Gayon (1992) in Sciences Sociales et Santé, vol. X, pp25–45.
- "On the beginnings of somatic cell hybridization: Boris Ephrussi and chromosome transplantation." par Zallen DT, Burian RM. (1992) Genetics. 132(1):1-8
- "Boris Ephrussi and the synthesis of genetics and embryology" par Burian RM, Gayon J, Zallen DT. in Dev Biol (NY 1985) (1991) vol. 7:207-27.
- What history tells us XII. Boris Ephrussi's continuing efforts to create a "genetics of differentiation" par Morange M. (2008) J Biosci. 33(1):21-5.